# 克里斯托弗·潘德列茨基
克里斯托弗·欧根纽什·潘德列茨基（波蘭語：Krzysztof Eugeniusz Penderecki，波蘭語發音：[ˈkʂɨʂtɔf pɛndɛˈrɛt͡skʲi]；1933年11月23日—2020年3月29日），又译彭德雷茨基，波兰作曲家、指挥家。

## 生平
潘德列茨基生于波兰东南部克拉科夫附近的登比察，幼年时正值第二次世界大战，战争的惨痛场面给他留下了深刻的烙印。1958年从克拉科夫高等音乐学校毕业后留校任教。1973年至1978年又在美国耶鲁大学任教。20世纪90年代末以后，他经常到中国访问演出，并担任中国爱乐乐团首席客座指挥。
他是20世纪先锋派音乐的代表人物之一，尤其是微分音乐。但是从70年代末期起，他转向了“保守”的、带有浪漫主义特征的风格。
2020年3月29日，潘德列茨基去世。

## 作品
潘德列茨基作为先锋派作曲家，做过很多惊人的尝试。他经常要求乐手用非常规奏法在常规乐器上奏出新式音响。他的特色音响包括了微音划奏和密集音簇，但他从未因此而放弃音乐的旋律性和情感深度这些“传统”要素。例如在论及他1966年的作品《聖路加受難曲》时，潘德列茨基曾说道：“如何形容这部作品并不重要，说它是传统的，是先锋的，都不重要。对我来说它就是我的真情流露，这就足够了”。他从70年代末的第二交响曲“圣诞”开始，回归传统的趋势更为明显。甚至有人认为他是“新浪漫主义者”。潘德列茨基作品中的宗教意识十分浓重，情感亦相当强烈。不少电影曾借用其某些作品作为配乐，例如2007年的波兰电影《卡廷惨案》。
- 为52件弦乐器而作的《广岛受难者的挽歌》（Threnody to the Victims of Hiroshima），作于1960年，此曲是潘德列茨基最著名的作品之一，也是他的成名作，属于相当激进的作品。
- 《聖路加受難曲》（St. Luke Passion），作于1962-1965年，这是潘德列茨基早年的一部重要的宗教音乐作品。
- 《波兰安魂曲》（Polish Requiem），作于1980-1984年，但潘德列茨基曾多次修订这部作品，包括教宗若望·保禄二世逝世之后的一次。
- 第2號交響曲“圣诞”，作于1980年。
- 第3號交響曲，作於1988-1995年，由慕尼黑管絃樂團委約創作，以紀念該團創立100周年。
- 第6號交響曲“中國詩集”，前後歷時近30年才完成的作品，甚至比第7號及第8號交響曲遲了很久才發表。靈感源自馬勒的《大地之歌》，最終在作曲家摓逝世前完成及作出𣦦演。
- 第7號交響曲“耶路撒冷的七道門”，為五名獨唱家，朗誦，合唱團及樂隊所寫，作於1996年，用以紀念耶路撒冷立城三千年。歌詞全取材於聖經。
- 第2號小提琴协奏曲“变形”，作于1992-1995年，为小提琴家安娜-苏菲·穆特而作。

## 獲獎與榮譽
- 2017年：葛萊美獎最佳合唱表演获奖（《Penderecki Conducts Penderecki, Volume 1》）

## 延伸阅读
- Bylander, Cindy. . Westport, Connecticut: Praeger. 2004. ISBN 978-0-313256-58-5. OCLC 56104435.
- Maciejewski, B. M. . London, England: Allegro Press. 1976. ISBN 978-0-950561-90-5. OCLC 3650196.
- Robinson, Ray. . Princeton, New Jersey: Prestige Publications. 1983. ISBN 978-0-911009-02-6. OCLC 9541916.
- Schwinger, Wolfram; trans. William Mann. . London, England: Schott. 1989. ISBN 978-0-946535-11-8.
- Thomas, Adrian. . Sadie, Stanley  (编). . London, England. 1992. ISBN 0-333-73432-7.
- Thomas, Adrian. . Cambridge University Press. 2008. ISBN 978-1-139-44118-6.